# Cabagra
El Territorio Indígena de Cabagra es uno de los cuatro territorios indígenas bribris de Costa Rica. Se localiza en el cantón de Buenos Aires, provincia de Puntarenas y colinda con el también bribri Territorio Indígena Salitre. Al igual que en su vecino, las disputas por tierras entre los pobladores aborígenes y colonos de etnia blanca o mestiza han llevado a enfrentamientos violentos y fricciones intraétnicas. Como en otros territorios bribris se preserva la cultura y la lengua, que se habla al lado del español.

## Incendios forestales y variables geográficas en la zona de amortiguamiento del Parque Internacional La Amistad, Costa Rica: Un Caso de Estudio[2]
[editar código · editar]
[editar código · editar] Los incendios forestales tienen un impacto significativo en los ecosistemas, alterando la vegetación, los ciclos de carbono y los patrones climáticos. La zona de amortiguamiento del Parque Internacional La Amistad, Reserva de Biosfera de la UNESCO y Patrimonio de la Humanidad, enfrenta incendios forestales recurrentes que no han sido estudiados a fondo. Una investigación reciente publicada en la prestigiosa revista científica Cuadernos de Investigación UNED, se planteó localizar los incendios históricos en la zona de amortiguamiento del Parque Internacional La Amistad, Costa Rica y evaluar su relación con variables geográficas, analizando datos satelitales y de campo de los años 2012 a 2020. La mayoría de los incendios ocurrieron por encima de los 1600 metros. Se determinó que las pendientes pronunciadas facilitan la rápida propagación del fuego, mientras que las áreas más planas contribuyen a la acumulación de combustible. Los pastizales exacerban la gravedad y propagación del fuego, frecuentemente relacionados con la limpieza de tierras cerca de los asentamientos. Las limitaciones de acceso y las restricciones territoriales son significativas. El Territorio Indígena de Ujarrás experimentó el mayor impacto (24,617 hectáreas); los puntos calientes de incendios recurrentes afectaron a Ujarrás, con ocurrencias moderadas en los territorios indígenas de Salitre y Cabagra. Este estudio permitió concluir, además, que la tecnología satelital proporcionó datos esenciales e identificó áreas de difícil acceso afectadas por vegetación seca y actividad humana.